# Peluda del banc de Saya de Malha
La peluda del banc de Saya de Malha (Arnoglossus sayaensis) és un peix teleosti de la família dels bòtids i de l'ordre dels pleuronectiformes.

## Morfologia
Pot arribar als 14,7 cm de llargària total.

## Distribució geogràfica
Es troba a les costes occidentals de l'oceà Índic.